# Armistices de 1918 sur les fronts d'Orient et d'Italie
Durant l'été 1918, les Empires centraux sont épuisés par la guerre et ses implications sur leurs populations. Les échecs rencontrés par l'Allemagne impériale et ses alliés durant ces offensives de l'été, les contre-attaques victorieuses de l'Entente sur le front de l'Ouest font prendre conscience aux dirigeants des Empires centraux que la guerre est perdue. Les armistices signés à l'automne 1918 par les alliés de l'Allemagne (Bulgarie, Empire ottoman et Autriche-Hongrie) mettent fin à la Première Guerre mondiale sur les fronts des Balkans, du Proche-Orient et d'Italie. Ils laissent l'Allemagne complètement isolée, et contribuent à sa capitulation le 11 novembre 1918. Ils provoquent la chute des trois empires, et la recomposition politique de l'Europe centrale et du Proche-Orient au profit des vainqueurs. Mais cette victoire s'accompagne de lourdes difficultés pour l'après-guerre.

## Les Puissances centrales à l'automne 1918
Après l'échec des offensives allemandes en France et autrichienne sur le Piave, l'afflux des renforts américains à l'ouest, l'épuisement de leurs réserves humaines, les Empires centraux comprennent qu'ils ne peuvent plus gagner la guerre. Mais ils vont la prolonger de plusieurs mois à cause de l'incapacité de leurs dirigeants à trouver une solution politique. La Bulgarie, l'Empire ottoman et l'Autriche-Hongrie redoutent à la fois les réactions de l'Allemagne et celles de leurs propres peuples.
Comme l'avoue sans fard Hertling, chancelier du Reich, au cabinet prussien le 3 septembre 1918, le Reich a épuisé ses réserves à la fin de l'été 1918.
En Autriche, l'empereur-roi Charles, résigné à attendre les événements depuis l'échec de ses offres de paix désire ouvrir des pourparlers de paix le plus rapidement possible, pour éviter la dislocation de la double monarchie, alors que même l'armée, pourtant pilier de la monarchie, montre de nombreux signes de dislocation. À la suite de l'effondrement bulgare, Charles affronte les représentants des nationalités qui aspirent dès la rentrée du parlement autrichien à l'indépendance, appuyés par les sociaux-démocrates et les chrétiens-sociaux allemands, et propose une réforme de la Cisleithanie (en Hongrie, les hommes d'État sont opposés à une réforme qui remettrait en cause la suprématie magyare). Après un sondage de Wilson, qui réaffirme publiquement le droit à l'autodétermination des peuples de la double monarchie dans une note du 21 octobre 1918, l'empereur appelle aux affaires Heinrich Lammasch qui tente de sauvegarder un cadre fédéral tandis qu'en Hongrie, Sándor Wekerle démissionne et que Mihály Károlyi, hostile au maintien de la monarchie, forme un gouvernement. Le 24 octobre, les Italiens lancent une dernière offensive qui porte le coup de grâce à une Autriche-Hongrie déjà en plein processus de dissolution avancée.
En Allemagne, les semaines qui suivent voient la mise en place de réformes institutionnelles donnant le pouvoir au Reichstag.

## L'armistice bulgare
L'offensive des forces de l'Entente au Dobropol, en septembre 1918, entraîne la débâcle de l'armée bulgare, dans un contexte de mécontentement des milieux dirigeants bulgares à l'encontre du Reich et de baisse du moral de l'armée, dont les conditions de vie et de ravitaillement empêchent le maintien d'un moral solide. Des mutineries éclatent parmi les unités. L'Union nationale agraire bulgare, principale force d'opposition, tente de rallier les soldats mutinés et de proclamer la république (27 septembre). Mais cette tentative, non soutenue par les socialistes, est réprimée par les troupes royales aidées des Allemands. Le 3 octobre, le roi Ferdinand abdique au profit de son fils Boris III.
L'écroulement du front de Macédoine en septembre 1918 incite le roi et le haut-commandement bulgares à demander, le 26 septembre, l'armistice à Franchet d'Espèrey, commandant en chef français de l'armée d'Orient. En dépit d'esquisses de réaction allemandes, les plénipotentiaires bulgares acceptent sans discuter les conditions édictées le 28 septembre par Franchet d'Espèrey bien que ce dernier n'en réfère pas au Grand Conseil allié. L'armistice stipule la démobilisation de l'armée bulgare, réduite à trois divisions, l'évacuation des territoires grecs et serbes occupés par les troupes bulgares et l'abandon du matériel de guerre qui s'y trouve ; comme gage de l'exécution des clauses de l'armistice, l'armée d'Orient devra occuper quelques points stratégiques, sans cependant entrer dans Sofia.
Dès qu'elles sont informées, les puissances centrales tentent de réagir : dix divisions, quatre allemandes et six austro-hongroises, placées sous le commandement de Hermann Kövess sont envoyées dans les Balkans pour tenter de former un front défensif sur le flanc sud de la monarchie danubienne. Depuis Belgrade, où se situe son poste de commandement à partir du 8 octobre, Kövess tente de préparer un front en Serbie, y parvient mais, avec ses faibles unités, ne peut stopper l'avance des troupes franco-serbes qui multiplient les offensives, aboutissant à la reconquête de Niš et Mitrovica le 22 octobre.
Hindenburg et Ludendorff, chefs du haut-commandement allemand, constatent la vanité de ces contre-mesures le 28 septembre en fin de journée.
La disparition du front de Macédoine crée les conditions du retour de la Roumanie dans le conflit, permet d'isoler géographiquement l'Empire ottoman et surtout de remonter vers la frontière autrichienne.
La Serbie réoccupe la Macédoine, prise par les Bulgares en 1915. Les forces franco-serbes peuvent avancer jusqu'au Danube, tandis que les Britanniques et les Grecs traversent le territoire bulgare et menacent Constantinople.

## L'armistice ottoman
Les troupes ottomanes, écrasées par les Britanniques en Syrie-Palestine et en Irak, harcelées sur leurs arrières par la révolte arabe, ce qui constitue une menace lointaine, sont incapables de faire face à la nouvelle menace contre leur capitale par la Thrace.
Face à cette menace immédiate, l'état-major ottoman ne dispose que de huit divisions, tandis que Ludendorff rappelle les divisions allemandes engagées en Asie. Le gouvernement mis en place à partir du 7 octobre tente de se sortir du conflit le plus rapidement possible, en utilisant tous les canaux possibles pour faire parvenir aux alliés ses demandes d'armistice. Par l'intermédiaire du général britannique Townshend, prisonnier depuis 1916, des négociations s'engagent entre l'Empire ottoman et le Royaume-Uni, qui met ses alliés, dont la France, devant le fait accompli, le 30 octobre.
Les clauses de l'armistice insistent sur le désarmement de l'Empire ottoman, l'occupation des Dardanelles, du Bosphore et d'autres voies de communication stratégiques ; sur le plan diplomatique, le gouvernement du sultan doit cesser toute relation avec le Reich.
Le sultan Mehmed VI accepte l'armistice, signé à Moudros le 30 octobre entre son ministre de la Marine Rauf Orbay et l'amiral anglais Somerset Gough-Calthorpe, et qui place une grande partie de son territoire sous occupation de l'Entente. Pas plus que Franchet d'Esperey avec les Bulgares, l'amiral Calthorpe n'a jugé bon de consulter ses alliés pour cesser les hostilités avec les Ottomans. La flotte alliée entre dans le Bosphore le 13 novembre, et l'armée anglaise de Mésopotamie arrive à Bakou le 16 novembre, pour assurer l'évacuation des troupes turques.
Contrairement à ses homologues, Mehmed VI arrive à sauver son trône en rejetant la responsabilité de la guerre et de ses atrocités (génocide des Arméniens) sur les chefs militaires du comité Union et Progrès. Enver Pacha et ses associés sont partis pour Berlin quelques jours avant l'armistice.

## L'armistice austro-hongrois
L'empereur-roi Charles Ier, après avoir échoué dans ses tentatives secrètes de paix séparée, n'est plus en mesure de se séparer à temps de ses alliés allemands. Dès la rentrée du parlement autrichien, Charles affronte les représentants des nationalités qui aspirent à l'indépendance, appuyés par les sociaux-démocrates et les chrétiens-sociaux allemands. Le 17 octobre, l'empereur-roi propose un régime d'autonomie aux peuples sujets. Ce projet mécontente les conservateurs allemands et les Hongrois, opposés à une réforme qui remettrait en cause la suprématie magyare, sans satisfaire les revendications des peuples slaves et latins. En septembre l'écroulement du front bulgare fait craindre une invasion de l'Empire par le sud tandis que les Tchèques, puis les Slaves du Sud constituent des comités nationaux.
Le 21 octobre, le président américain Woodrow Wilson lance un appel à l'autodétermination des peuples d'Europe centrale. La dislocation de l'Empire s'accélère. La Hongrie se conduit comme un État indépendant et rappelle ses troupes du front italien, car ses propres frontières sont menacées par l'avance des forces franco-serbes sur le Danube et le retour en guerre de la Roumanie.
Le 27 octobre, l'empereur nomme à la tête du gouvernement le juriste Heinrich Lammasch qui avait été un opposant à la guerre à la Chambre haute du Reichsrat. Son autorité est purement nominale : le gouvernement de Cisleithanie constate son impuissance à gouverner, mais reste en place, comme l'empereur.
Le 28 octobre, les Tchèques proclament leur indépendance à Prague, le représentant de l'empereur ne s'y oppose pas, suivant les consignes du souverain. Le 29, les Croates, les Slovènes et les Serbes d'Autriche-Hongrie, qui annoncent le 1er novembre leur union avec la Serbie dans un « royaume des Serbes, Croates et Slovènes », future Yougoslavie. Le 30 octobre, ce sont les Slovaques qui se séparent de la Hongrie et demandent leur union avec les Tchèques. Le 31 octobre, les Ukrainiens de Galicie annoncent à leur tour leur indépendance.
En Hongrie, le 30 octobre, Sándor Wekerle démissionne et le comte Mihály Károlyi, hostile au système mis en place en 1867, forme un gouvernement. Les soldats magyars qui combattent en Italie sont inquiets par les nouvelles qui leur parviennent, la Hongrie étant menacée par une possible reprise de la guerre par les Roumains et par l'offensive des troupes franco-serbes de Franchet d'Espèrey en Serbie.
L'offensive italienne de Vittorio Veneto, du 24 au 31 octobre, entraîne la déroute complète de l'armée autrichienne. 350 000 Austro-Hongrois se rendent, croyant l'armistice déjà signé. En fait, il ne sera conclu que le 3 novembre, à Villa Giusti près de Padoue (armistice de Villa Giusti), entre la délégation emmenée par le général autrichien Von Webenau et celle représentant le roi italien, menée par le général Pietro Badoglio. Les Italiens occupent Trente, Trieste, l'Istrie et les régions frontalières de la Slovénie.
L'armistice renvoie aux négociations de paix la résolution des différends entre Serbes et Italiens dans les Balkans, se contentant d'exiger l'évacuation des territoires mentionnés dans le traité de Londres, mais fixe néanmoins des conditions strictes de désarmement et de droit de passage des troupes alliées en direction du Sud de l'Allemagne. La clause d'autorisation pour les troupes alliées de traverser le territoire autrichien génère des incertitudes au sein du commandement autrichien, Charles ayant donné au Kaiser l'assurance qu'il s'opposerait à toute traversée des territoires autrichiens par des troupes alliées, tandis que les responsables militaires souhaitent un armistice immédiat.
Charles Ier, sans abdiquer formellement, renonce le 11 novembre à « toute participation aux affaires de l'État ». Il se retire dans une résidence de Basse-Autriche, puis en Suisse, tandis que la république d'Autriche allemande est proclamée à Vienne le 12 novembre.
La Roumanie dénonce le traité de Bucarest (signé avec les Austro-Allemands le 7 mai 1918) et entre en guerre contre les Empires centraux. Elle chasse les troupes autrichiennes de son territoire et occupe la Bukovine le 27 novembre, la Transylvanie le 1er décembre, donc après l'armistice.

## Conséquences
Les armistices sur les fronts orientaux, moins célèbres que celui de Rethondes, auront pourtant des conséquences aussi importantes pour l'Europe et le Proche-Orient.
Ils précipitent la défaite de l'Allemagne : elle perd l'ensemble de ses alliés et une grande partie de son ravitaillement en céréales et matières premières, tout en se voyant menacée sur ses propres frontières de l'Est.
Pour l'avenir, ils établissent une coupure profonde et durable entre les nations vaincues (Austro-Allemands, Hongrois, Bulgares, Turcs), les nations victorieuses (Tchèques, Serbes, Roumains, Polonais) et celles qui, ayant rejoint trop tard le camp des vainqueurs, n'auront pas le bénéfice de l'indépendance (Ukrainiens, Slovaques, petites nations de Yougoslavie, Arabes).

## Articles Connexes
- Armistice de Villa Giusti
- Armistice de Moudros
- Armistice de Thessalonique
- Autriche-Hongrie dans la Première Guerre mondiale
- Empire ottoman dans la Première Guerre mondiale
- Bulgarie dans la Première Guerre mondiale